# Rešeticha
Rešeticha (in russo Решетиха?) è un insediamento operaio della Russia europea centro-orientale, situato nel Volodarskij rajon dell'oblast' di Nižnij Novgorod.